# Macarthuria vertex
Macarthuria vertex är en tvåhjärtbladig växtart som beskrevs av B.J. Lepschi. Macarthuria vertex ingår i släktet Macarthuria och familjen Limeaceae. Inga underarter finns listade i Catalogue of Life.